# ヨース・ファン・クレーフェ
ヨース・ファン・クレーフェ（オランダ語: Joos van Cleve、1485年頃 - 1540年頃）は、フランドルの画家。生涯については謎が多く、確定していることは少ない。

## 略歴
本名はJoos van der Bekeとされ、通称のヨース・ファン・クレーフェは出身地の地名を示すとして、現在のドイツ、ノルトライン＝ヴェストファーレン州のクレーヴェ (Kleve)を出生地とされることもあるが、証拠はなく、アントウェルペン生まれとされることもある。画家の父のもとで修業した。若年期にイタリア旅行を経験したとも考えられている。1511年、アントウェルペン画家組合に加入。1530年頃フランス王フランソワ1世の宮廷に招かれ、王室の肖像画を描いた。1540年にアントウェルペンで亡くなった。 19世紀まで忘却されていたが、聖母マリアの死を題材にした作品にちなみ、「聖母の死の画家」（オランダ語: Meester van de Dood van Maria）という名前でよばれていた。19世紀末以後、再発見された画家である。

息子のコルネリス・ファン・クレーフェ(Cornelis van Cleve:1520-1567/1614)も父親のスタイルを継承した画家になった。

## 作品

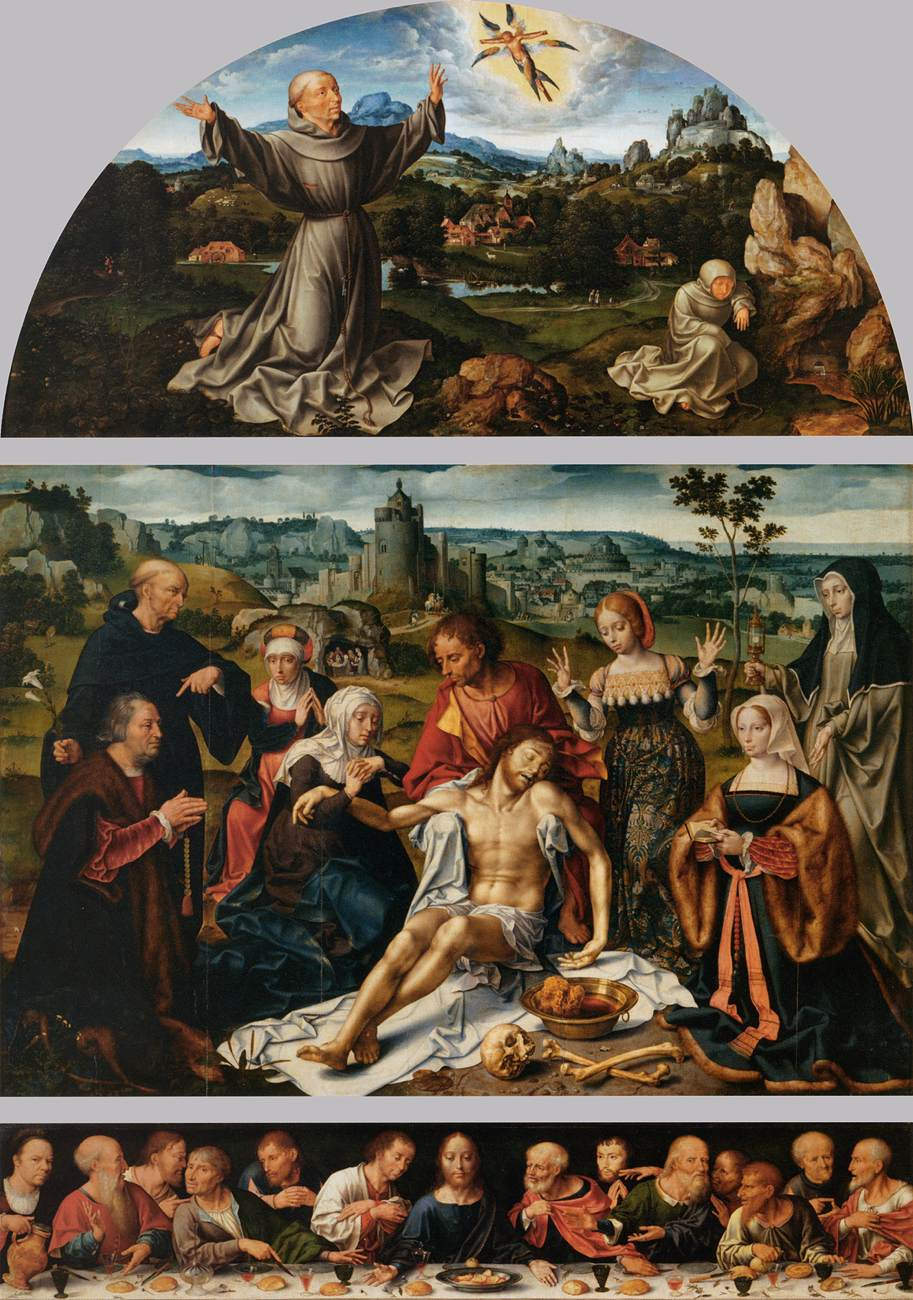
祭壇画「キリストの哀悼」1520年-1525年頃、ルーヴル美術館蔵
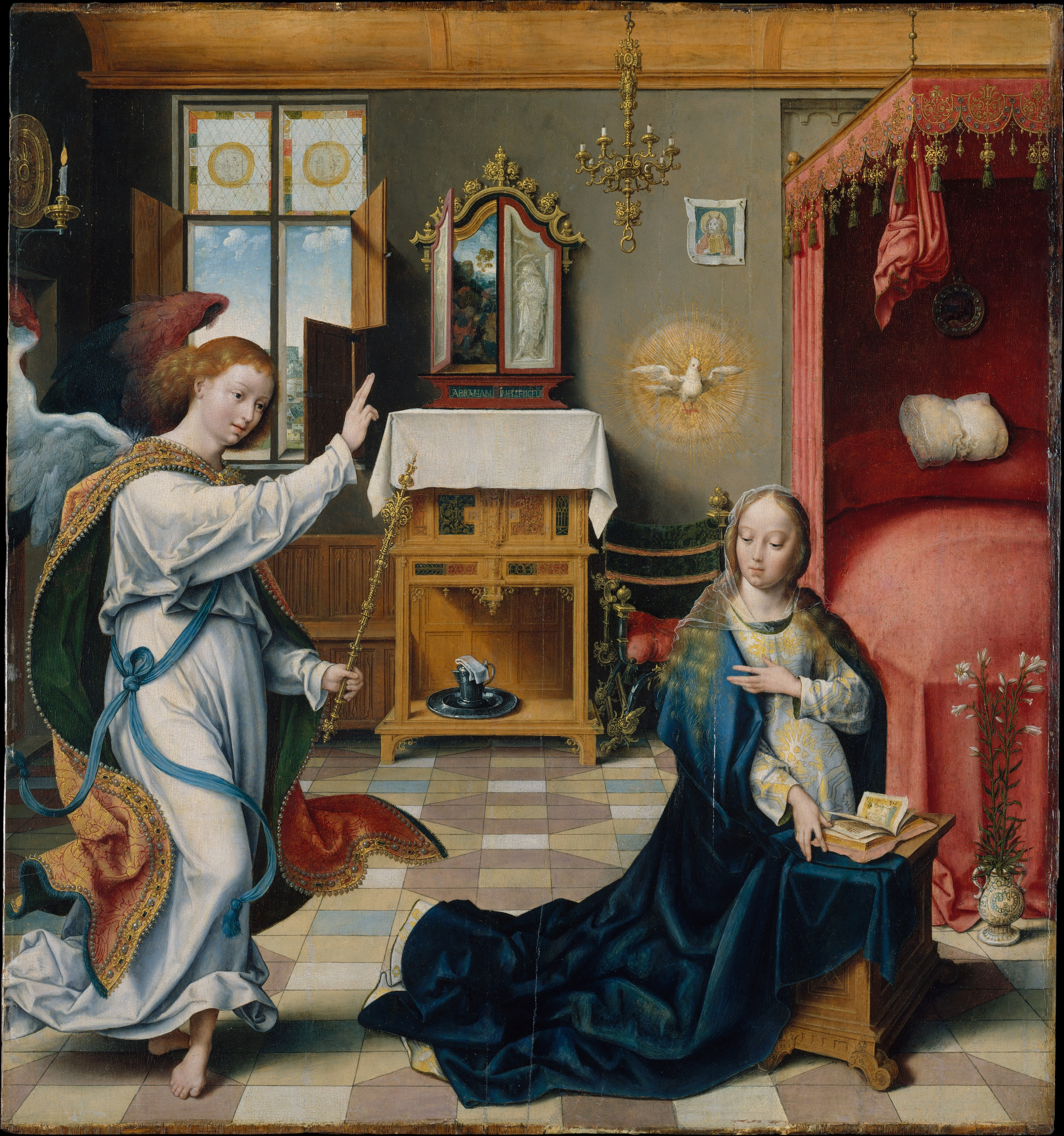
「受胎告知」1525年頃、メトロポリタン美術館蔵
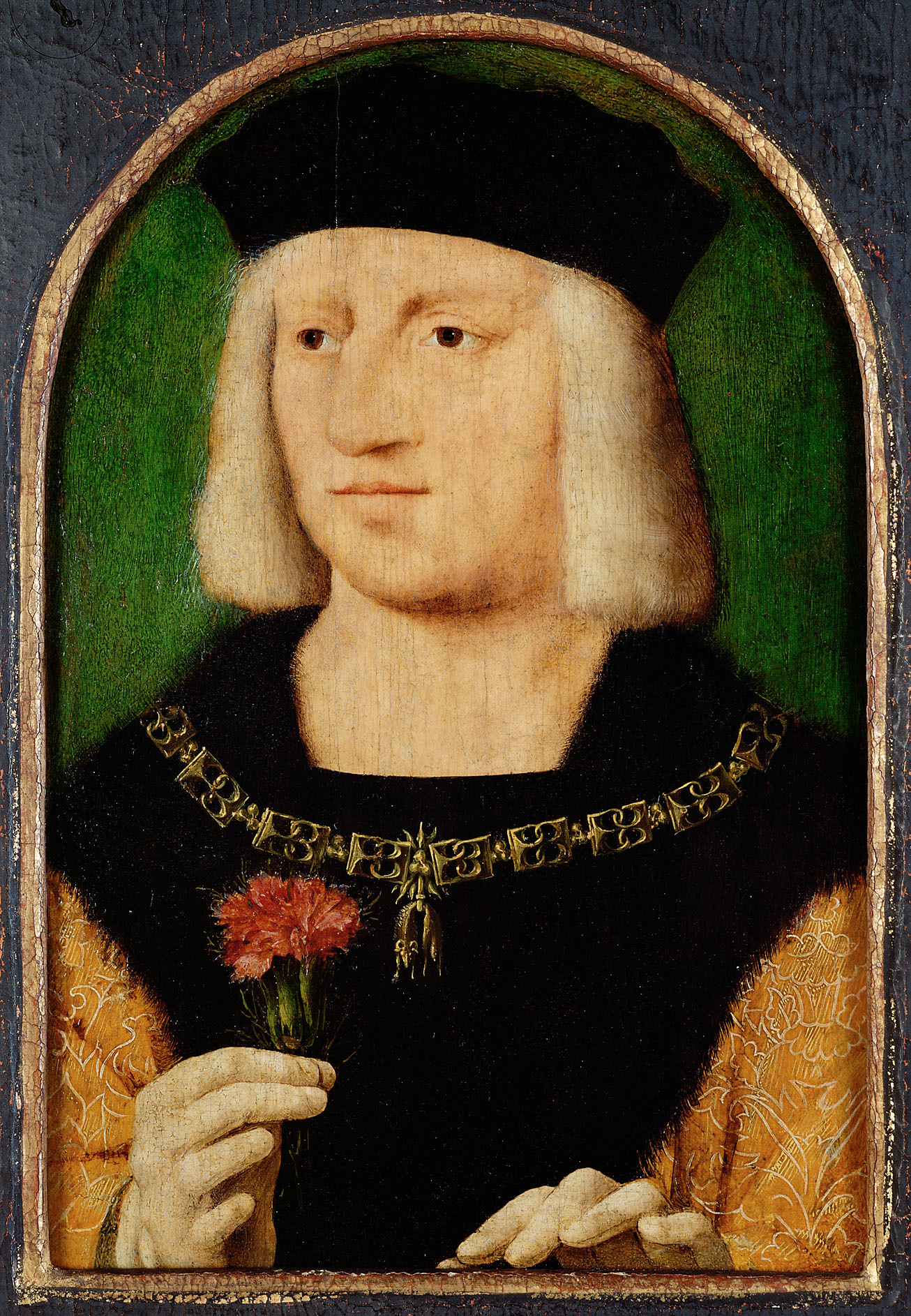
「マクシミリアン1世の肖像」1508年頃、ウィーン美術史美術館蔵
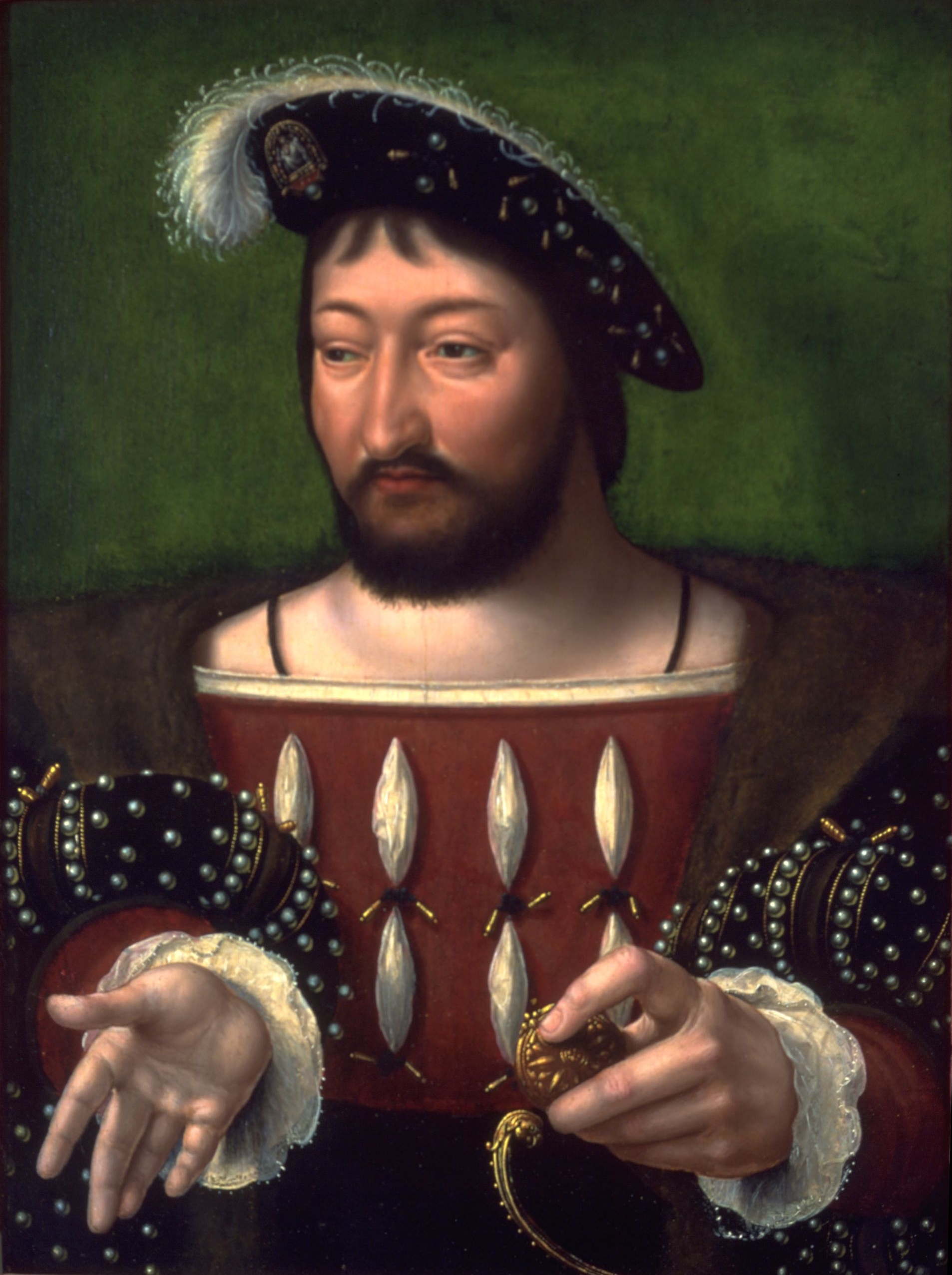
フランソワ1世の肖像画、16世紀

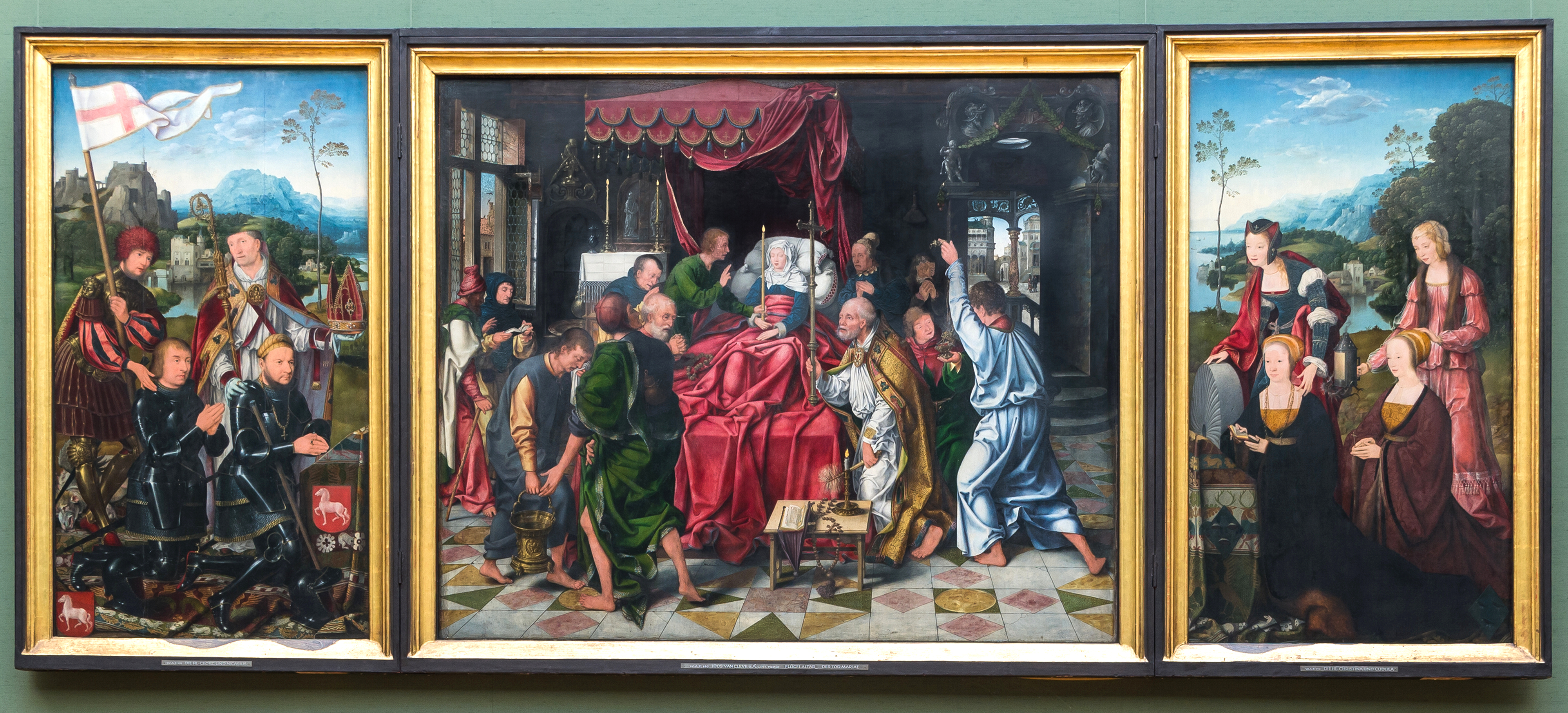
三連祭壇画「マリアの死」1515年頃、アルテ・ピナコテーク蔵
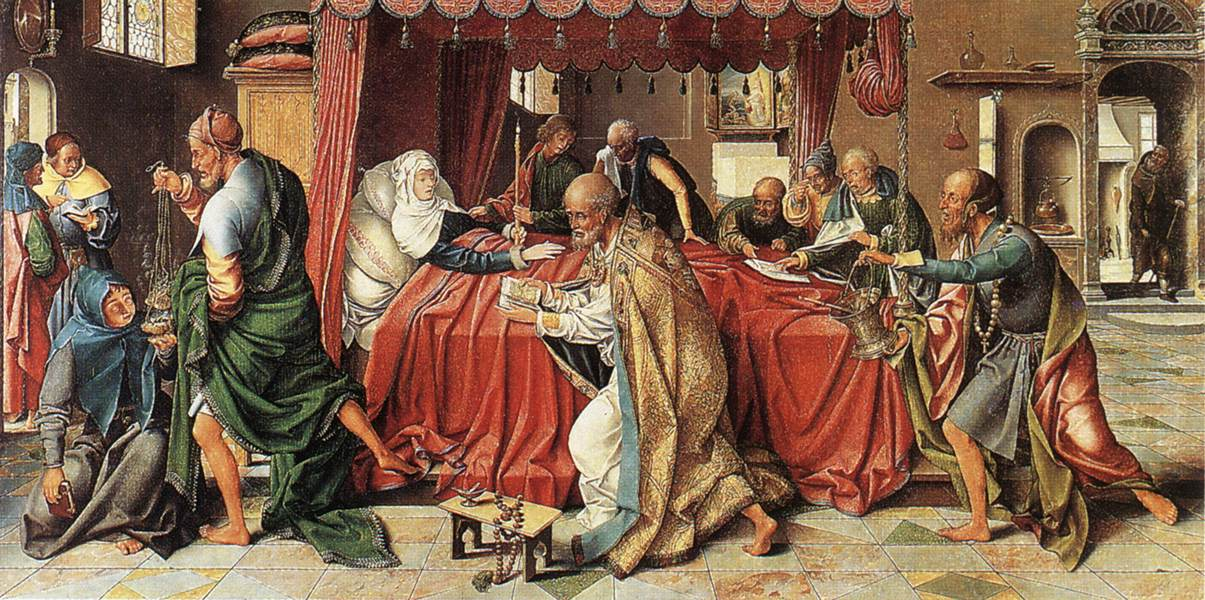
「聖母の死」16世紀前半、ヴァルラフ・リヒャルツ美術館蔵
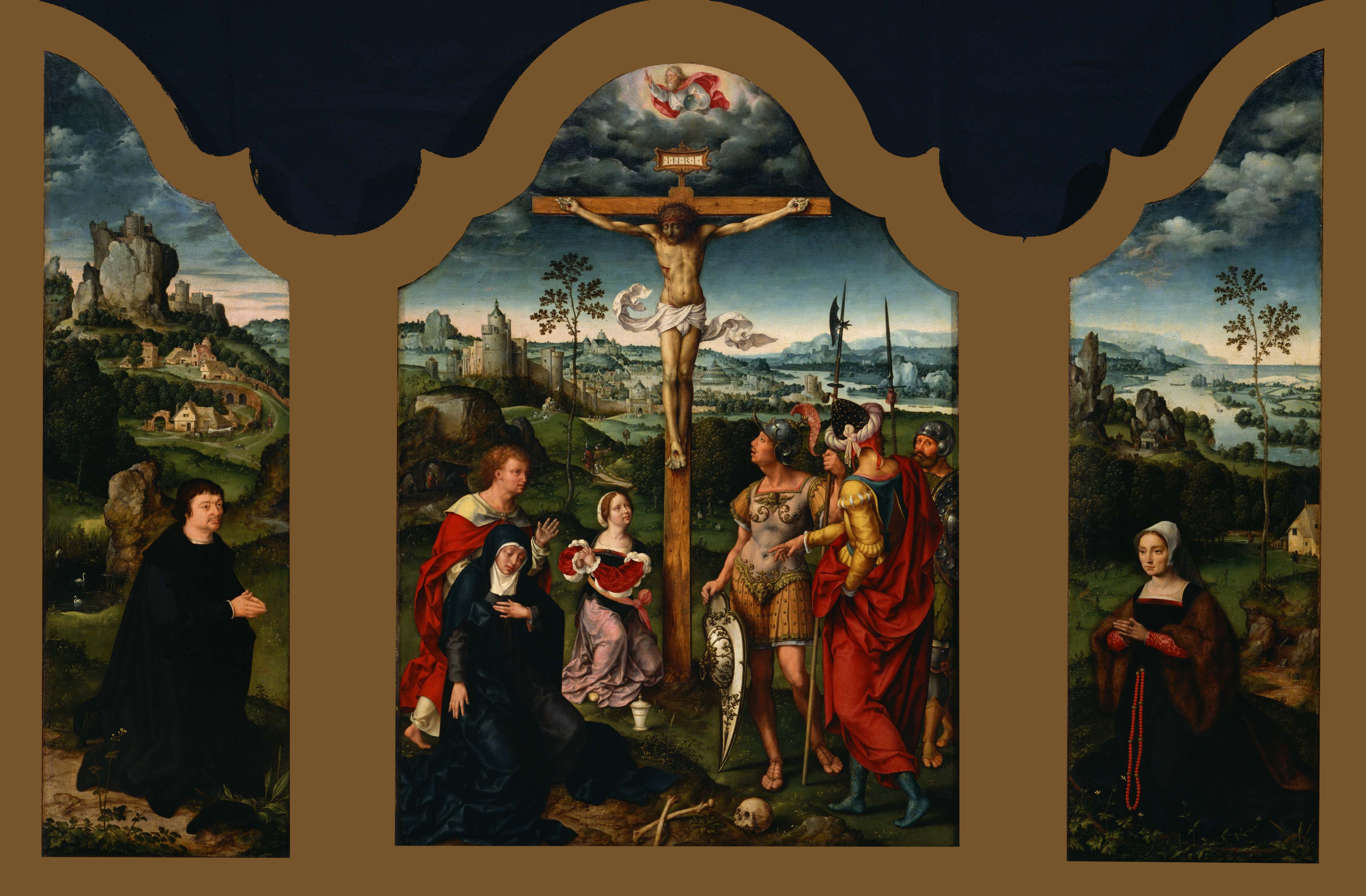
「三連祭壇画：キリスト磔刑」16世紀前半、国立西洋美術館蔵
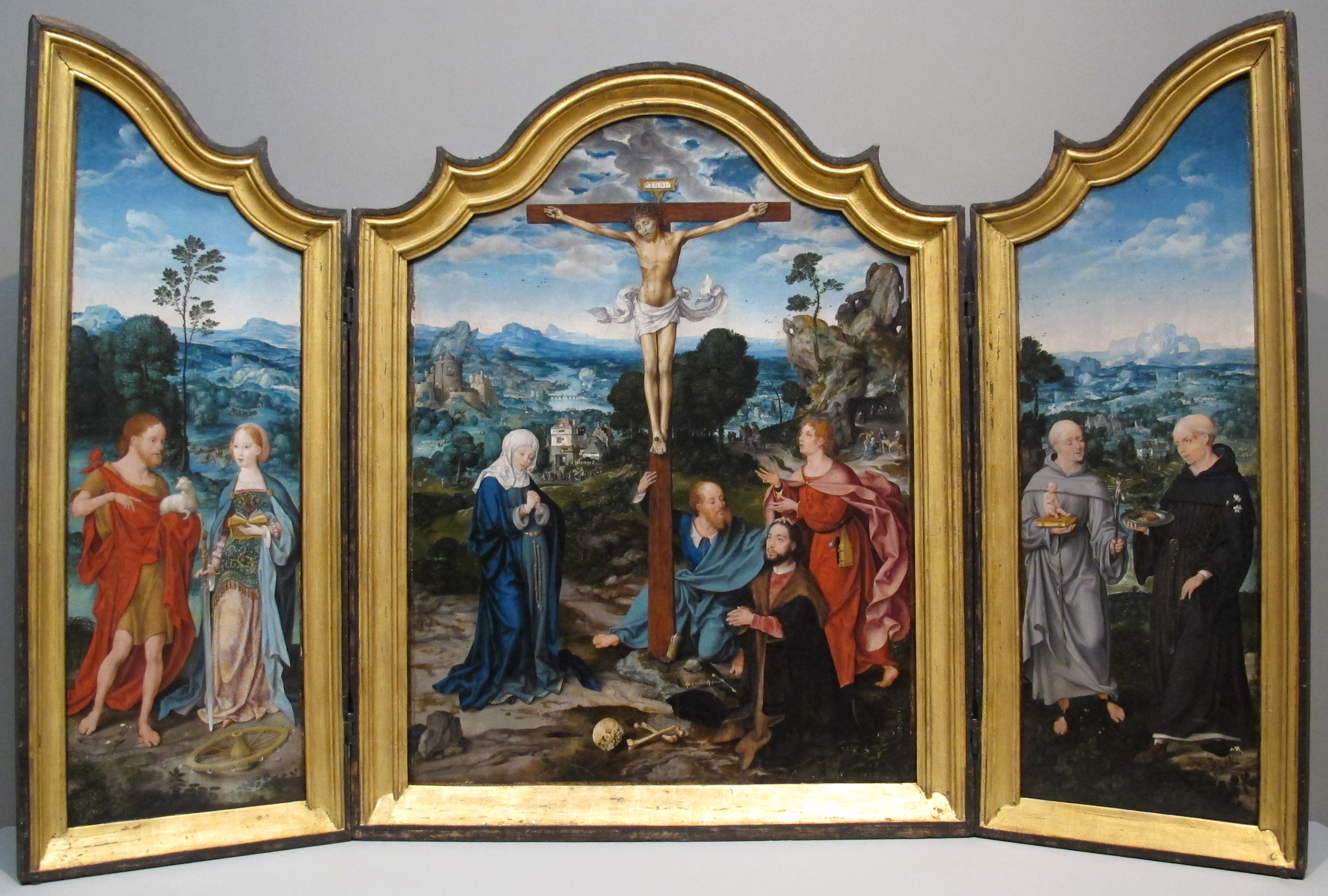
「三連祭壇画：キリスト磔刑」16世紀前半、メトロポリタン美術館蔵
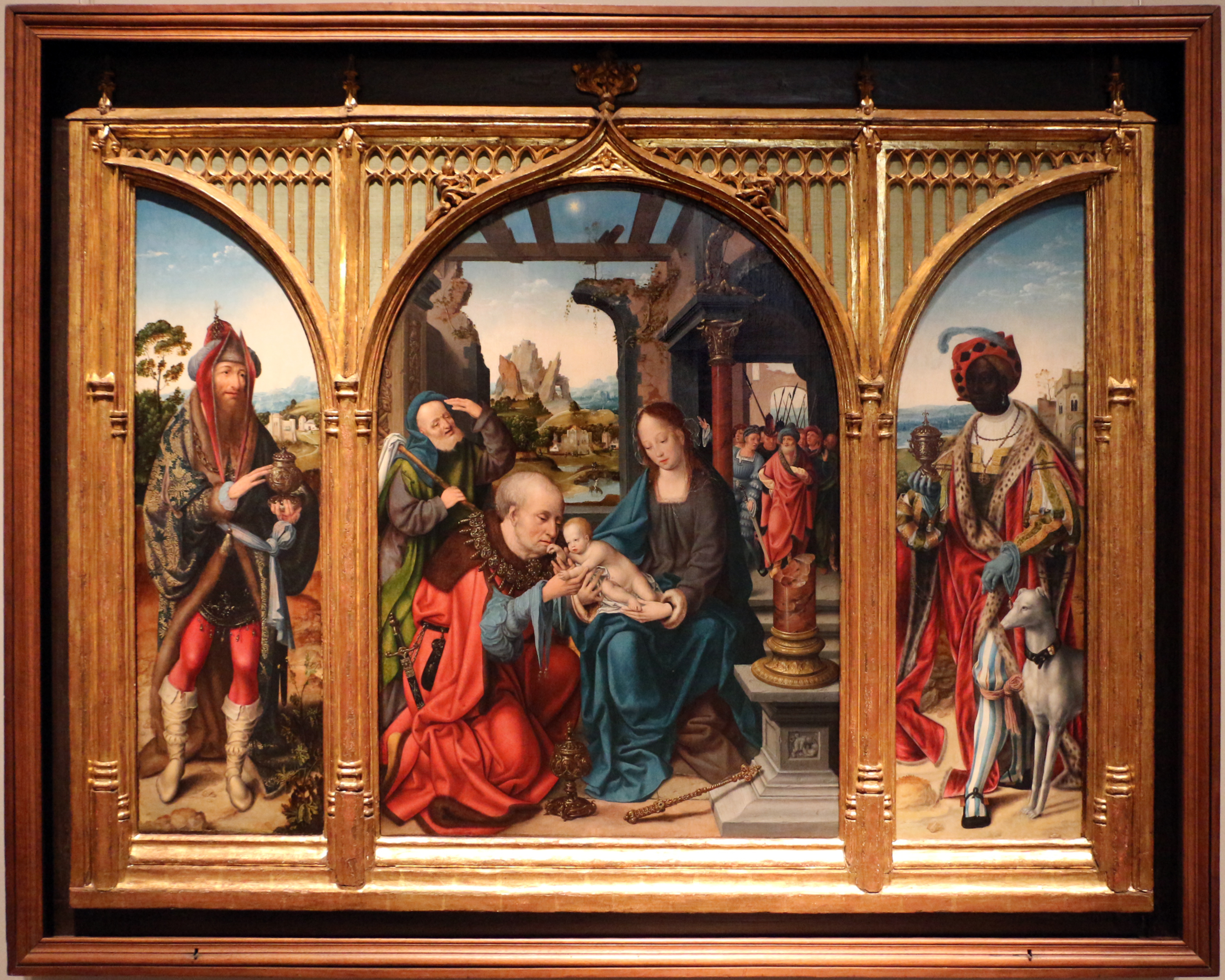
「東方三博士の礼拝」1525年頃、デトロイト美術館蔵
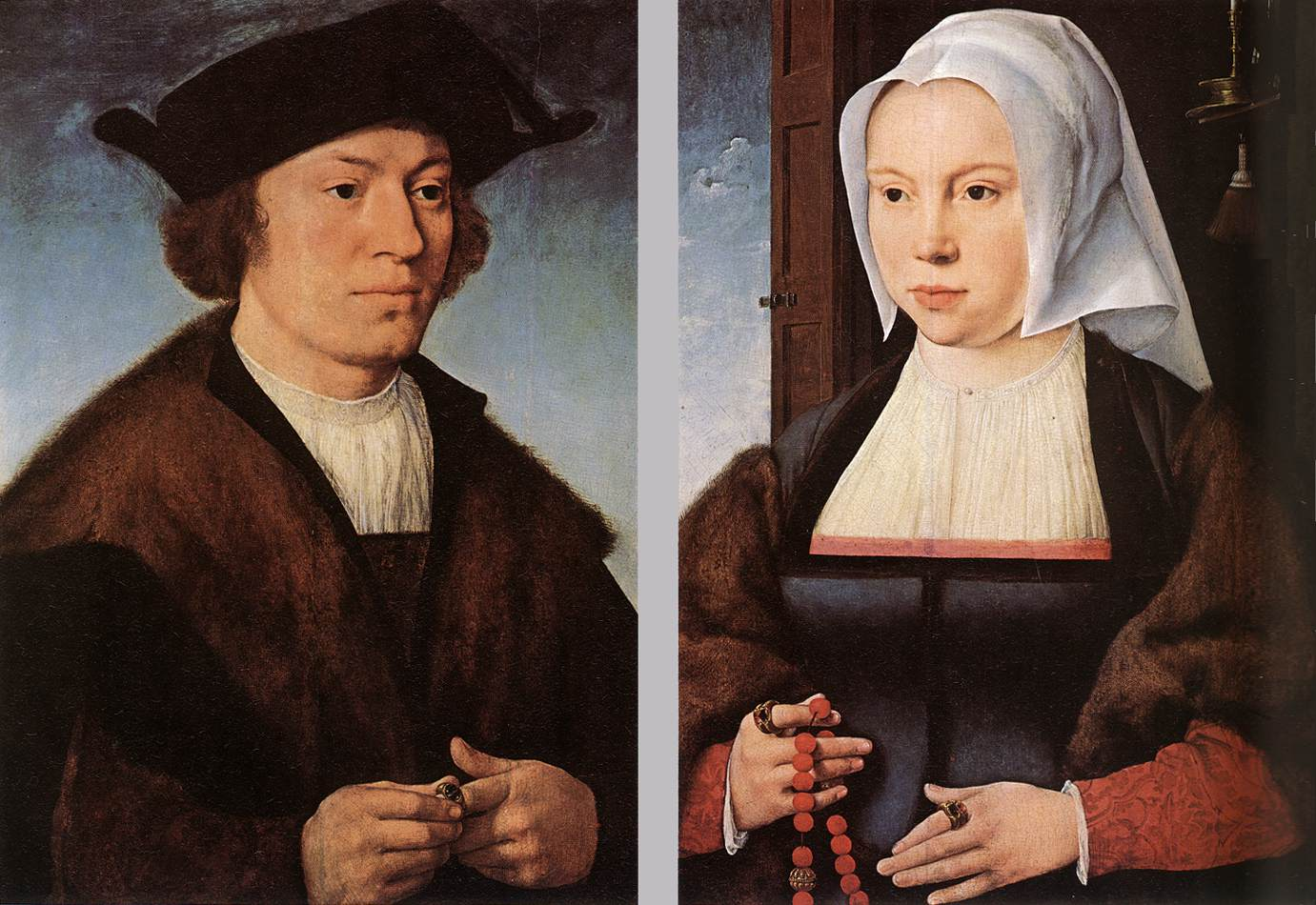
夫妻の肖像画（it:Ritratto di ignoto e di sua moglie (van Cleve)）、1520年頃、ウフィツィ美術館蔵